# レモンスカッシュ4対4
レモンスカッシュ4対4（れもんすかっしゅよんたいよん）はNETテレビ（現・テレビ朝日）のナショナルゴールデン劇場枠で1969年10月2日から11月20日まで放送されたテレビドラマである。

## 概要
タイトルに果物の名前を冠した「フルーツシリーズ」のテレビドラマ第6弾。
男親一人と娘4人の田村家と女親一人と息子4人の秋吉家の両家によって展開するホームドラマである。

## キャスト
- 田村澄子：榊原ルミ
- 田村みつる：浜美枝
- 秋吉照男：岡田裕介
- 秋吉銀子：高峰三枝子
- 川崎敬三
- 安弘：大坂志郎
- 松原麻里
- 良太：山本紀彦
- 黒柳徹子

## スタッフ
- 脚本：松木ひろし
- 演出：田中利一

| スタブアイコン | サブスタブ | この項目は、まだ閲覧者の調べものの参照としては役立たない、テレビ番組に関連した書きかけの項目です。この項目を加筆・訂正などしてくださる協力者を求めています（P:テレビ/PJ:放送または配信の番組）。 |